# Russa
El russa (Cervus timorensis) és una espècie de cérvol que viu a les illes de Java, a l'est cap a Bali i l'illa de Timor a Indonèsia. Aquesta espècie de cérvol té una ecologia similar a Axis axis de l'Índia, ocupant boscos secs caducifolis oberts i mixtos, parcs i sabanes. Els russes també viuen com a espècie introduïda al continent australià i són un parent proper dels sambars.